# Zoila venusta
Zoila venusta is een slakkensoort uit de familie van de Cypraeidae. De wetenschappelijke naam van de soort is voor het eerst geldig gepubliceerd in 1847 door G.B. Sowerby.